# Орел на Хааст
Орелът на Хааст (Harpagornis moorei) наричан още Харпагорнис е изчезнала едра граблива птица от семейство Ястребови (Accipitridae). Смята се, че Маорите са го наричали Поуакаи (Pouakai) или Хокиои (Hokioi). Той е може би най-голямата граблива птица видяна от човека. Счита се, че е изчезнал преди около 500 години, въпреки че се споменава в някои източници за видени орли на Хааст и през 17 век. Женската е тежала 10 – 14, мъжкия 9 – 10 кг. Размаха на крилете му е бил около 3 m, което е относително малко за птица с подобни размери и се дължи на факта, че е живял и ловувал в гористи местности подобно на съвременните ястреби. Можел е да развие скорост до 80 km/h.

## Разпространение
Срещал се е в Нова Зеландия и е обитавал гористи местности.

## Начин на живот и хранене
Счита се, че се е хранел с едри бягащи птици, като Моата. Това може би е било причината да добие такива крупни размери в процеса на еволюцията. След като е убиел жертвата си, вероятно се е хранел няколко дни на спокойствие, което се е дължало на липсата на други едри хищници. Също така вероятно е бил един от големите неприятели на човека по това време и може би, това е причинило изчезването му. Друга причина може би, е изчезването на естествената му плячка (птиците Моа), за което отново има вина човекът.

## Размножаване
Няма достоверни сведения за размножаването на тези птици.

## Допълнителни сведения
Във фауната на Нова Зеландия, преди пристигането на човека, екологичните ниши за били заети изцяло от птиците и Орелът на Хааст е бил еквивалент на леопардите, поради което понякога е наричан и леопардов орел. Последните генетични изследвания сочат, че Орелът на Хааст е близкородствен с дребния Малък орел (Hieraaetus pennatus), а не с по-едрия Aquila audax, както се е смятало преди. Обсъжда се преименуването от Harpagornis moorei на Hieraaetus moorei. Вероятно преди около 1 млн. години (между 700 000 и 1,8 млн.) Орелът на Хааст и Hieraaetus pennatus са се отделили като различни видове и това означава, че дивергенцията е протекла за невероятно кратко от еволюционна гледна точка време. Орелът на Хааст е увеличил размерите си 10 – 15 пъти само за около милион години, което е най-бързо протеклата еволюционна промяна на гръбначно животно за което се знае.